# Христофоро ди Негро
Христофоро ди Негро (XV век, Генуэзская республика — май 1475, Судак) — итальянский дворянин из Генуи, последний генуэзский консул Солдайи. Погиб в при штурме Солдайи в мае 1475 года османскими войсками под командованием Гедик Ахмед-паши.

## Биография
Ди Негро, знатные нобили, родом из Портовенере в Лигурии, засвидетельствованы в документах с 11 века, с основания Генуэзской республики. Из этого рода вышли многочисленные консулы.

Герб дома

27 августа 1471 года советом попечителей Банка Сан-Джорджо (Officium comperarum или же Casa di San Giorgio) в Генуе нобиль Христофоро ди Негро был избран консулом Солдайи в подчинении у консула Каффы вместо возвращавшегося на родину Бартоломео Сантаброджио и немедленно вступил в управление колонией, хотя его патент начинался с 13 июня 1472. В последние годы существования Газарии, черноморских колоний Генуи, из-за экспансии османов и трудностей коммуникации с метрополией, закон об ограничении консульской службы одним годом уже не соблюдался. Христофоро ди Негро получил приказ сохранить свой пост ещё на год. В следующем 1473 году совет банка избрал солдайским консулом Мелькионе Джентиле, но он отказался от должности, так как не мог добраться до места службы, таким образом Христофоро управлял Солдайей до самой гибели.
Большой объём документов авторства ди Негро известен из дела, разбирающего его конфликт с братьями ди Гуаско (тяжба по поводу самоуправства владельцев деревень Тассили и Скути) и жалобы ди Негро по этому делу к протекторам банка Сан-Джорджо. Документы эти имеют значительную ценность для медиевистики как характеристика социальных отношений в эпоху позднего средневековья в генуэзских колониях Северного Причерноморья. Дело братьев ди Гуаско включает 22 документа, созданных в промежутке между 23 августа 1474 года и 10 января 1475 года. Опубликованы в Генуе в 1879 году, в русском переводе — С. А. Секиринским. Очерки истории Сурожа IX—XV веков. Симферополь, 1955.
В мае 1475 года османский султан Мехмед Фатих организовал большой военный поход на генуэзские владения в Крыму. 31 мая османские войска под командованием Гедик Ахмед-паши высадились в Крыму у Каффы. После взятия Каффы 300 видных генуэзцев османы казнили. Консул Каффы Антониото ди Кабелла был послан на галеры и умер осенью 1475 года. Консул Христофоро ди Негро вероятно погиб при штурме Солдайи или умер в плену, сведения о нём в дальнейшем не встречаются.

## В литературе
Персонаж исторических произведений:
- А. С. Крупняков, «У моря Русского» Симферополь, 1961.
- В. Н. Владимиров, Последний консул. Исторический роман. М., Детская литература, 1957, 384 с.